# Sora Tokui
Sora Tokui (徳井 青空, Tokui Sora), née le 26 décembre 1989 à Minamibōsō, est une seiyū et mangaka japonaise,.

## Rôles notables
- Weiß Survive R (2009), Himemiya
- Tantei Opera Milky Holmes (2010), Nero Yuzurizaki
- Tantei Opera Milky Holmes: Act 2 (2012), Nero Yuzurizaki
- Chitose Get You!! (2012), Misaki[3]
- Little Busters! (2012), Sasami Sasasegawa[4]
- Robotics;Notes (2012), Junna Daitoku[5]
- Love Live! (2013), Nico Yazawa
- Gargantia on the Verdurous Planet (2013), Mayta
- Fantasista Doll (2013), Katia[6]
- Futari wa Milky Holmes (2013), Nero Yuzurizaki
- Day Break Illusion (2013), Luna Tsukuyomi[7]
- Wanna Be the Strongest in the World (2013), Hornet[8]
- Neppu Kairiku Bushi Road (2013), Yuzu Jijo
- Future Card Buddyfight (2014), Paruko Nanana[9]
- Is the Order a Rabbit? (2014), Maya Jōga
- Chō-Bakuretsu I-Jigen Menko Battle Gigant Shooter Tsukasa (2014), Miruko Koide
- Love Live! Season 2 (2014), Nico Yazawa
- Unlimited Fafnir (2015), Ariella Lu[10]
- Tantei Kageki Milky Holmes TD (2015), Nero Yuzurizaki
- Rin-ne (2015), Miho
- Danchigai (2015), Uzuki Nakano[11]
- Is the Order a Rabbit? (2015), Maya Jōga[12]
- JK Meshi! (2015), Ruriko Igarashi[13]
- Future Card Buddyfight 100 (2015), Paruko Nanana
- PriPara (2015), Brittany
- Luck & Logic (2016), Chloe Maxwell[14]
- Bishoujo Yuugi Unit Crane Game Girls (2016), Asuka
- Future Card Buddyfight Triple D (2016), Paruko Nanana
- This Art Club Has a Problem! (2016), Kaori Ayase[15]
- Nazotokine (2016),  Hacchin
- BanG Dream! (2017), Hinako Nijukki
- Blend S (2017), Hideri Kanzaki[16]
- Two Car (2017), Ai Maita[17]
- Dances with the Dragons (2018), Berdrit Livy Raki[18]
- Pop Team Epic Episode 10 (2018), Popuko
- High School DxD Hero (2018), Kunou[19]
- Alice or Alice (2018), Kisaki[20]
- Over Drive Girl 1/6 (2019), Kusabi[21]
- Kiratto Pri Chan (2019), Suzu Kurokawa
- Demon Lord, Retry! (2019), Yukikaze[22]
- Didn't I Say to Make My Abilities Average in the Next Life?! (2019), Reina[23]
- Assassins Pride (2019), Black Madea[24]
- Rebirth (2020), Kanna[25]
- Seton Academy: Join the Pack! (2020), Kurumi Nekomai[26]
- Tsugu Tsugumomo (2020), Kyouka[27]
- Princess Connect! Re:Dive (2020), Rima
- Jujutsu Kaisen (2020), Akari Nitta
- Tropical-Rouge! Pretty Cure (2021), Saki Sakuragawa, Mifuyu Harada
- Banished from the Hero's Party (2021), Nao[28]
- PuraOre! Pride of Orange (2021), Ema Yoshiike[29]
- Yatogame-chan Kansatsu Nikki 4 Satsume (2022), Kei Aonaji[30]
- My One-Hit Kill Sister (2023), Gloria[31]
- Noble New World Adventures (2023), Tifana[32]
- Liar, Liar (2023), Suzuran Kazami[33]
- Helck (2023), Rococo[34]
- Reborn as a Vending Machine, I Now Wander the Dungeon (2023)[35]
- Under Ninja (2023), Noguchi[36]